# Luís de Ataíde
D. Luis de Ataíde, 3.º conde de Atouguia fue el primer y único marqués de Santarém (1516 - Goa, 10 de marzo de 1581). Fue gobernador de la India Portuguesa y Virrey de la India Portuguesa dos veces (entre 1568 a 1571 y 1578 a 1581), y se hizo famoso por sus hazañas militares en el imperio portugués en Asia.
En su primer mandato en la India, D. Luis de Ataíde lideró campañas militares, en la "guerra de la Liga de Indias", que hoy probablemente se calificarían de guerra total (concepto creado en el siglo XVIII, en oposición a la noción de "guerra limitada"); pues el Imperio portugués tuvo que utilizar todos sus recursos disponibles - militares, económicos, políticos y diplomáticos - y también incluir operaciones que involucraran o afectaran a civiles, para poder resistir un ataque conjunto de los potentados indios, con el fin de expulsar los portugueses de sus ciudades, fuertes y puestos comerciales en el Océano Índico.

## Biografía
Segundo hijo de D. Afonso de Ataíde y D. Maria de Magalhães, era bisnieto del 2.º conde de Atouguia, D. Martinho de Ataíde y su segunda esposa, doña Filipa de Azevedo.
Comenzó su carrera militar empuñando armas en África, según la «Nobreza de Portugal», tomo II, página 332, y pasando a Oriente, participó de la expedición de D. Estêvão da Gama al Mar Rojo y fue armado caballero por Gama en la iglesia de Santa Catarina en el Monte Sinai.  
A su regreso al reino, fue enviado por el rey de Porugal, Juan III, a la corte de Carlos V y formó parte de su expedición contra los luteranos. Así, luchó en la batalla de Mühlberg, donde destacó por su valentía, tras lo cual el emperador Carlos V le ofreció, como muestra de su aprecio, una armadura.
Esta experiencia de combate fue también una oportunidad para que D. Luís de Ataíde aprendiera, junto a los mayores especialistas de la época, como el propio emperador y el III duque de Alba, las más modernas técnicas de guerra terrestre, aplicadas por un ejército cosmopolita, y multinacional, de unos 25.000 hombres y 8.000 jinetes. Tal conocimiento, junto con la práctica de la guerra naval que ya había obtenido en India, contribuiría en gran medida a respaldar su reputación de gran competencia en las artes militares.
Al regressar a Portugal, se mantiene al margen de las luchas políticas que se producen luego del fallecimiento de D. João III de Portugal con respecto a la Regencia. Cuando Sebastián I de Portugal tomó el gobierno, fue designado 10.º Virrey de la India, en marzo de 1568.

### Virrey de la India portuguesa, primer mandato (1568 - 1571)

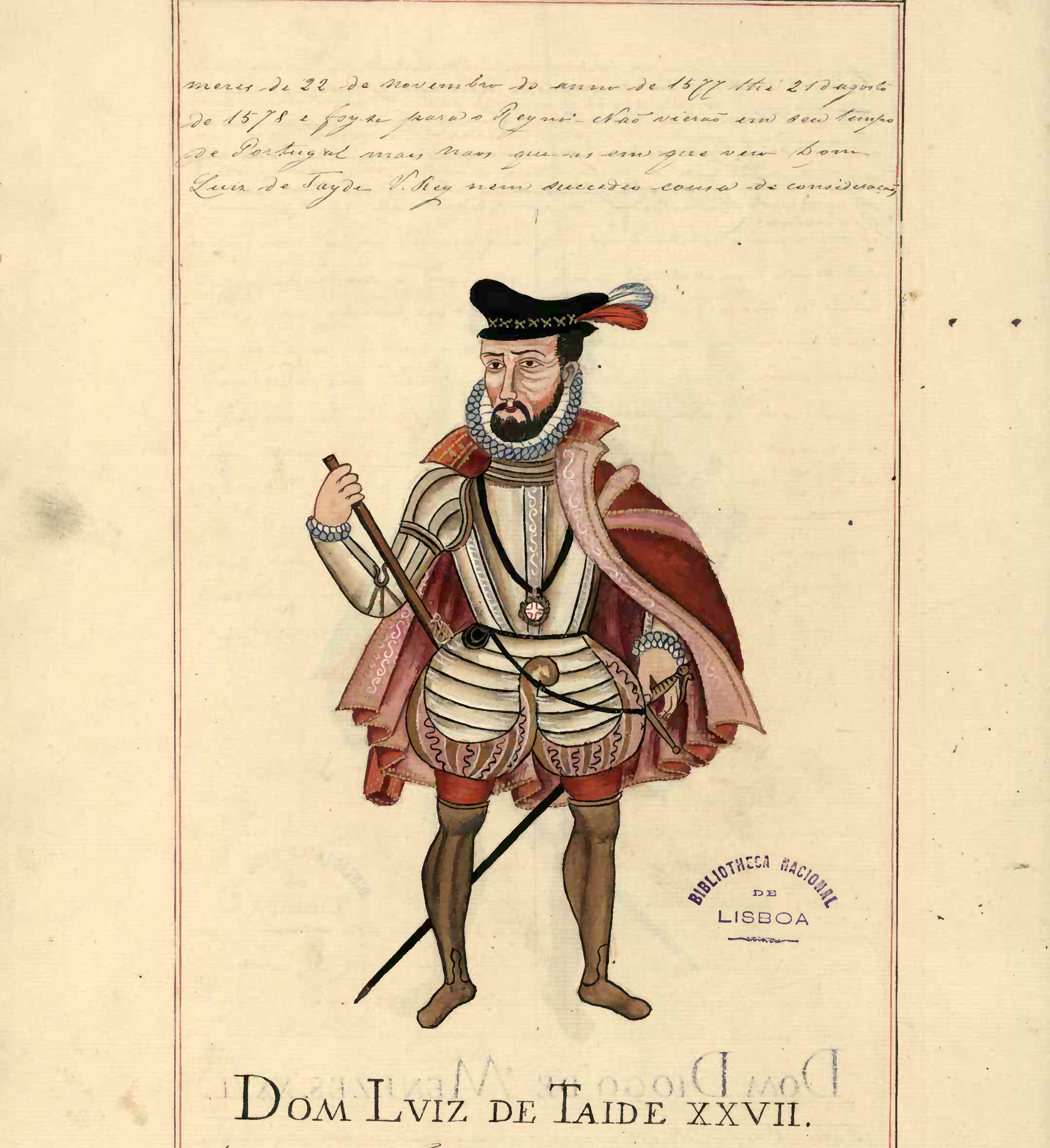
D. Luís de Ataíde, en el Lyvro das Plataformas das Fortalezas da India, atribuido a Manuel Godinho de Erédia

Al inicio de su mandato mantuvo la política de su antecesor. Pero, al año siguiente, empezó a mostrar su faceta militar. Actuando preventivamente, para evitar que el sultán de Bijapur se apoderara de ese puerto, en noviembre de 1569, al frente de una armada de 110 navíos, conquistó la ciudad de Honavar, que era también centro de refugio de piratas.
En 1570, escribiendo al rey Sebastián, Ataíde afirmaba haber logrado patrullar los mares con tanta eficacia que en ese año solo 2 barcos habían logrado escapar del control portugués, viajando desde Calicut a La Meca, frente a los 16 o 18 barcos de años anteriores.
A pesar de estos primeros éxitos militares, la grave amenaza permaneció, debido a que los príncipes y potentados indios se aliaron, en una gran coalición islámica, con la intención de expulsar a los portugueses del Océano Índico (el historiador António Pinto Pereira llama a esta coalición la " Liga de los reyes de la India", y hoy en día el conflicto respectivo se denomina generalmente como la "Guerra de la Liga de las Indias").
Al sultán de Bijapur, que marcharía sobre Goa, esta ciudad y Honavar deberían pertenecer. El sultán de Ahmednagar, Murtaza Nizam Shah I cabría a Chaul, Daman y Vasai; y al zamorin de Calicut se le asignaron las ciudades de Mangalor, Cananor, Chale y Cochin.
La estrategia de defensa del virrey se basó, desde el inicio de los enfrentamientos, en mantener a toda costa la posesión de las plazas bajo amenaza de asedio, con especial énfasis en el centro neurálgico de Chaul, que resultaría decisivo para el desenlace final, favorable a los portugueses.
Cercado en Goa por el numeroso ejército del mencionado Ali Adil Shah I (35 mil jinetes, 60 mil infantes y 2 mil elefantes, según fuentes contemporáneas), D. Luís de Ataíde logró enviar ayuda a Chaul (pese a la oposición eclesiástica y de otros círculos en Goa, que aconsejaban abandonar la plaza) y realizando frecuentes contraataques. 

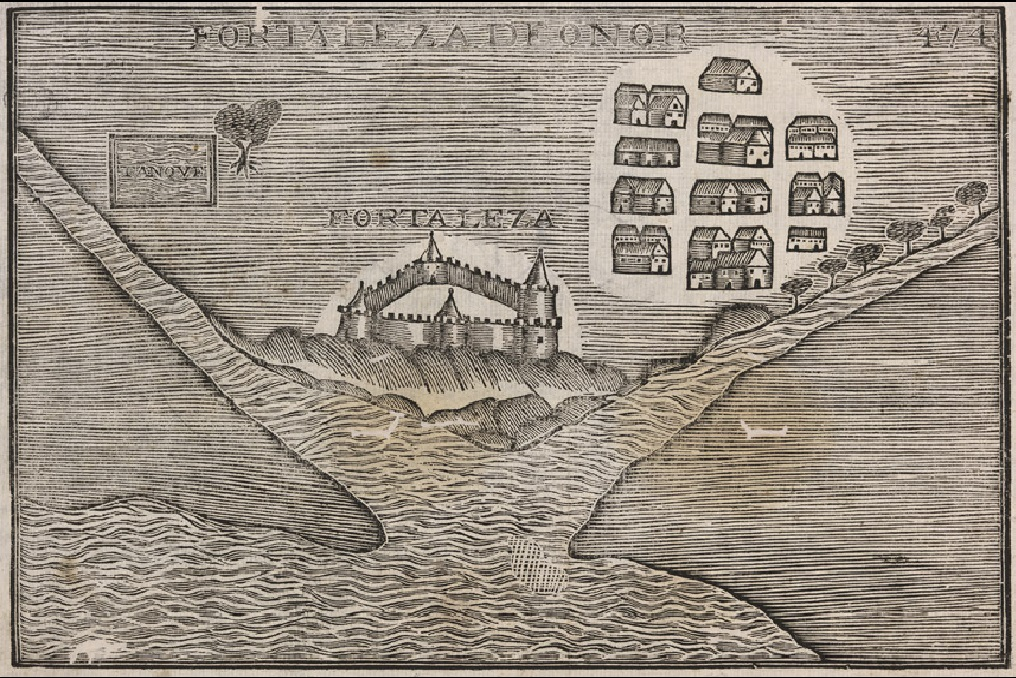
La ciudad de Honavar, conquistada por D. Luís de Ataíde en 1569 (en la imagen se puede ver la Fortaleza construida por los portugueses)

Nizam Shah I lanzó un gran ataque sobre Chaul el 29 de junio de 1571, que sin embargo fue detenido por su defensor, D. Francisco Mascarenhas, lo que permitió la firma de la paz al mes siguiente. Y, en agosto de 1571, después de sufrir grandes pérdidas (8 mil hombres, 4 mil caballos, 300 elefantes y 150 piezas de artillería), Ali Adil Shah I levantó el sitio de Goa.
En el balance final, con sólo 2.500 hombres de armas, Ataíde enfrentó con éxito los 5 asedios impuestos a las plazas portuguesas en la India, en el período 1570 - 1571. En otras palabras, logró superar el último gran desafío político y militar que enfrentó el Estado da Índia, antes de la llegada de nuevos opositores europeos a la región.
Ataíde retrasó las negociaciones finales de paz con Ali Adil Shah I, en un intento de imponerle condiciones más duras, y dejó a su sucesor el trabajo de concluirlas. Partió para Portugal el 6 de enero de 1572, habiendo cumplido su tiempo de gobierno.

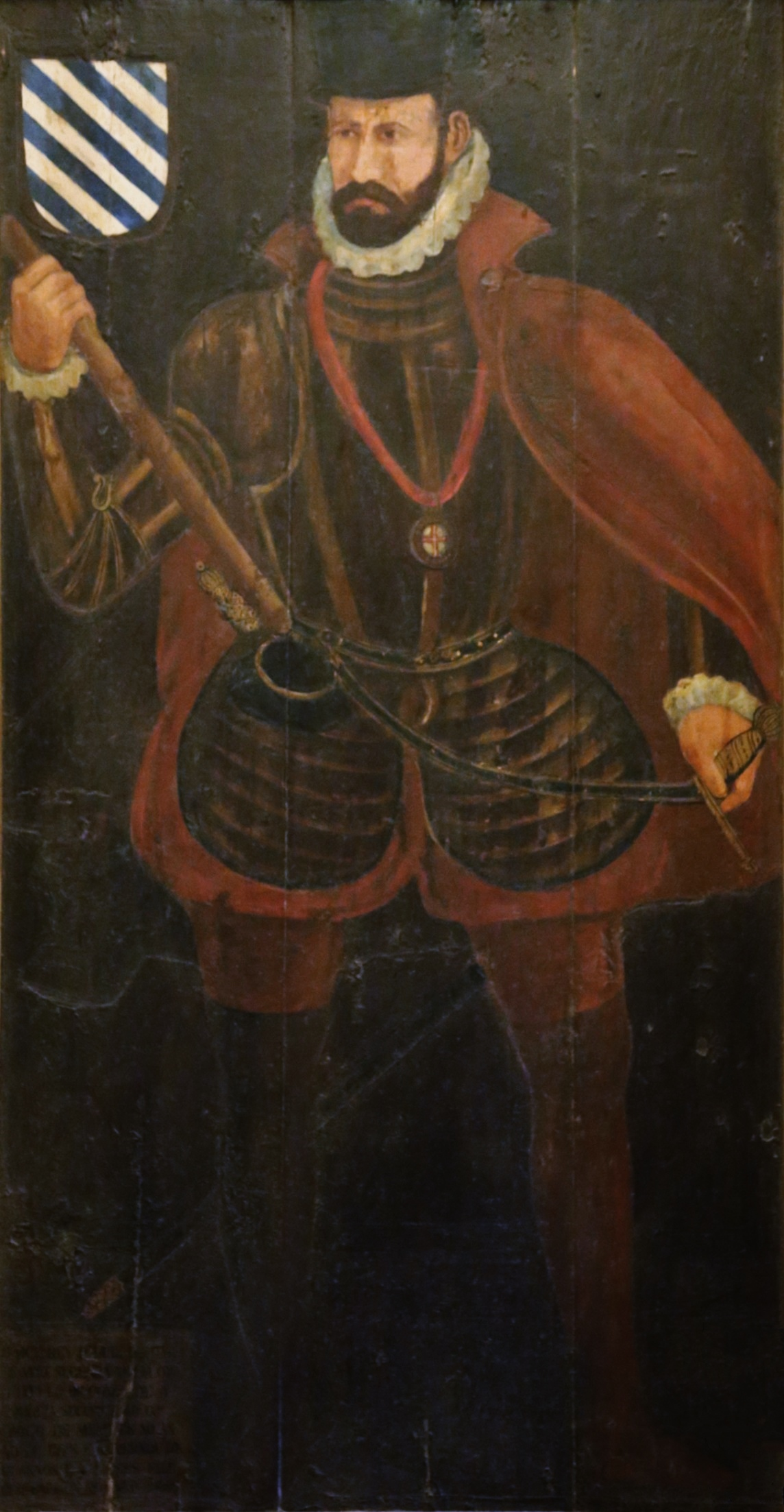
D. Luís de Ataíde, en el retrato oficial como virrey en Goa

### Regreso a Portugal (1572 - 1577)
Casi al final del viaje de regreso, fondeó en la Isla Terceira, desde donde envió un mensaje al Rey, diciéndole, a modo de balance de su gobierno en Goa, que los "moros" de los Sultanes de Bijapur y Ahmednagar habían perdió 30.000 hombres en los combates con los portugueses, durante su mandato en la India, y que, al final, sería posible firmar una paz honrosa con los enemigos de los portugueses.
Mientras tanto, el rey Sebastián había decidido, con motivo de las victorias conseguidas en la India, "conceder a don Luís de Ataíde el honor de enviarlo junto con él, en procesión por las calles de Lisboa", siendo conducido bajo el baldaquín de la Catedral hasta el Iglesia de São Domingos, a la derecha del rey, posición normalmente reservada sólo a los miembros de la familia real o de la casa de Braganza.
El recibimiento del monarca portugués a D. Luís de Ataíde fue verdaderamente "triunfal", como nunca antes un virrey había sido tan recibido a su regreso al reino.
Ataíde no dejaría de aprovechar el período de su regreso a la corte para, cuando se presentara la oportunidad, recordar los servicios prestados por su linaje a la dinastía de Avis, desde el siglo XV.
Así, con motivo de la estancia del rey Sebastián en Ceuta, en agosto de 1574, mandó inscribir, en honor de la familia Ataíde, en el muro donde casi 160 años antes, en agosto de 1415, durante la toma de la ciudad, su había muerto el tatarabuelo Vasco Fernandes de Ataíde (el primer noble portugués muerto en combate, en la expansión colonial portuguesa), una lápida en latín que conmemora esta hazaña.
La iniciativa, cargada de significado simbólico, y sin duda tomada también con la intención de complacer al monarca, ayudó a reforzar la posición de D. Luís de Ataíde, en el ámbito de la constante y encarnizada disputa de los más importantes nobles de la corte por ganar influencia con el joven rey.
Debido a su experiencia militar en Europa y la India, fue designado por el rey Sebastián I para encabezar la expedición militar a Marruecos, que acabaría con el desastre de la batalla de Alcazarquivir. Pero al final, el Rey decidió asumir personalmente el liderazgo. Y luego Ataíde fue nombrado nuevamente virrey de la India, y partió hacia allí el 16 de octubre de 1577.
El título de Conde de Atouguia, como tercer titular de la familia Ataíde, le fue otorgado por carta de Sebastián I el 4 de septiembre de 1577, y fue visto entonces como una justa compensación que le otorgaba rey, por haberle apartado de la dirección del viaje de África y también por los servicios prestados en el primer mandato en la India.

### Segundo mandato en la India (1578 - 1581)
Pasando el invierno en Mozambique, esperó la llegada de la última flota que abandonó el reino en 1578, que incluía al famoso jesuita Matteo Ricci, y llegó a Goa el 20 de agosto de 1578. Al principio, hubo batallas con las fuerzas de Ali Adil Shah I, pero pronto pudo negociar con él, el 11 de agosto de 1579, una paz en términos favorables, que incluía la devolución de la isla de Salsete (ahora parte de la ciudad de Bombay).
También dedicó su atención a los intereses portugueses en la isla de Ceilán, dándoles prioridad en la asignación de recursos militares, que no fueron suficientes para ayudar a todas las vastas posesiones del Estado da Índia. Fue durante el segundo mandato de D. Luís de Ataíde, en 1580, que el Rey de Kotte, Don João Dharmapala (1541 - 1597), legó su reino al Rey de Portugal, decisión fundamental que fundamentaría y legitimaría un largo período de soberanía y dominio territorial efectivos portugueses, en el llamado Ceilán portugués.
Días antes de morir, recibió como regalo de Fernão Teles de Meneses, quien lo sucedería en el gobierno, el famoso Retrato póstumo de Luís de Camões, fechado en Goa, en el año 1581.

#### Marqués de Santarém
Marquês de Santarém fue un título creado por decreto secreto, en 1580, por el rey Felipe II (Felipe I de Portugal), para ser otorgado a D. Luís de Ataíde, en el supuesto de que aceptaría proclamarlo en el Estado da Índia.
El Alvará fue tomado en manos del nuevo virrey, D. Francisco Mascarenhas, pero no produjo efectos - porque Mascarenhas, que salió de Lisboa el 8 de abril de 1580, llegó a la India en septiembre de 1581, seis meses después de la muerte del virrey D. Luís de Ataíde, en Goa. Este favor colocó a Ataíde en el puesto de quinto aristócrata más importante del reino, tras los duques de Bragança y Aveiro y los marqueses de Vila Real y Ferreira, lo que demuestra claramente la importancia que el monarca Habsburgo atribuía a obtener el apoyo de Ataíde para su proclamación como soberano en la India portuguesa.

#### No participación en lacrisis sucesoria portuguesa de 1580
Murió el 10 de marzo de 1581, a la edad de 65 años, poco después de recibir noticias en Oriente de las consecuencias del desastre de Alcázarquivir y de la muerte del Cardenal-Rey Enrique de Portugal, pero probablemente sin haber tenido noticias de la batalla de Alcántara y la proclamación de Felipe II como rey de Portugal. Una de las últimas cartas escritas por Ataíde, fechada en octubre de 1580 y dirigida al Consejo de Gobernadores del Reino de Portugal, insiste sobre todo en su deseo de volver a Portugal, donde necesitaba asegurar la sucesión de la casa de los condes de Atouguia; por tanto, no es posible corroborar los informes de cronistas posteriores, según los cuales tendía a simpatizar con el pretendiente Prior de Crato.
El hecho de que algunos de sus parientes más cercanos, como sus sobrinos Lopo de Brito (que no debe confundirse con su abuelo y homónimo, Lopo de Brito, segundo capitán de Ceilán) y Cristóvão de Brito, apoyaron a D. António Prior de Crato  (lucharon por él y murieron en la batalla de Alcántara), no es suficiente información para concluir que la posición política de Ataíde iba en la misma dirección.
Una frase que se le atribuye poco antes de su muerte ("Me muero cuando todo es contra Portugal") no se menciona en las fuentes del siglo XVI y, aunque fuera pronunciada, podría interpretarse como una mera resignación ante la evolución de la lejano reino, que no podía ser influenciado desde Goa.
Además, Ataíde conocía bien los poderosos ejércitos de Carlos V, con los que luchó, y había compartido personalmente con el hijo del emperador, Felipe II, y su jefe militar, el III duque de Alba, por lo que no parece plausible que creía en una victoria militar del pretendiente D. António contra tan formidables oponentes.
Su cadáver fue depositado en la iglesia Reis Magos en Goa, y luego fue trasladado a Portugal.
Desde 1931, su tumba se encuentra en la Igreja da Misericórdia de Peniche.

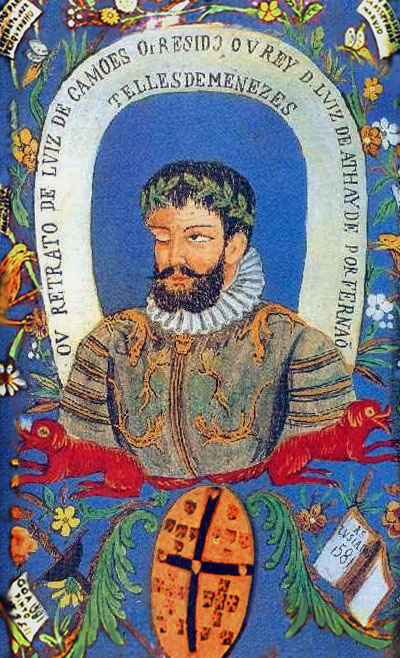
El famoso retrato póstumo de Luís de Camões, ofrecido a D. Luís de Ataíde, en Goa, por su sucesor en el gobierno de la India, Fernão Teles de Menezes

## Matrimonios y sucesiones en la casa de los condes de Atouguia
Se casó tres veces, sin generación sobreviviente.
(Según fuentes de la época, también tenía dos bastardos, que no legitimó).

### Sucesión del título
El título de Conde de Atouguia pasaría más tarde al descendiente de una tía paterna de D. Luís de Ataíde, Doña Isabel da Silva de Ataíde, casada con Simão Gonçalves da Câmara, 'el Magnífico', capitán donatário de la isla de Madeira.
Hijo de este matrimonio fue Luís Gonçalves de Ataíde, que se casó con D. Violante da Silva, hija de Francisco Carneiro, 2.º donatário de isla de Príncipe.
D. João Gonçalves de Ataíde, que heredaría el título de IV Conde de Atouguia, era el hijo mayor de esta pareja.
La sucesión del título y de la casa de Atouguia no seguiría así la línea más próxima a la mayor, que estaba en la descendencia del matrimonio de una hermana de D. Luís de Ataíde, Helena de Ataíde, con Tristão da Cunha (nieto de su tocayo, el célebre navegante Tristão da Cunha) - que unas generaciones más tarde serían Condes de Pontével, Povolide y Sintra.
Así, en esta sucesión, se cumplió el deseo expresado por el propio D. Luís de Ataíde, quien manifestó su preferencia porque la casa de los condes de Atouguia pasara finalmente a los descendientes de una rama colateral de los Câmaras, condes de Calheta, luego muy influyentes en la corte, y no del lado de los Cunha (Acuña), que a pesar de representar un linaje muy antiguo, que se remonta a la fundación de la nacionalidad portuguesa, no tenía, en ese momento, ningún representante con título en Portugal.

## En literatura
Luís de Camões le dedicó un soneto, con el título "A D. Luís de Ataíde, Vizo-Rei", que, curiosamente, termina con la misma palabra ("inveja") con la que el poeta concluye su poema épico "Os Lusíadas ":
(...)
que te da mas nombre inda en el mundo,
es vencer, Señor, en el Reino amigo,
¡Cuánta ingratitud, cuánta envidia!
 Luís de Camões, Sonetos, "A D. Luís de Ataíde, Vizo-Rei"
Otros ilustres autores, como el humanista André de Resende y José Agostinho de Macedo, también le dedicaron obras.

## Toponimia
Las ciudades de Oporto (41°09′27″N 8°39′49″O / 41.1573825, -8.6637117), Barreiro y Peniche, y una parroquia del municipio de Sintra tienen calles con su nombre, que también se atribuyó a un grupo de escuelas de Peniche.